# Die Duellisten
Die Duellisten ist ein britisches Historiendrama aus dem Jahr 1977 unter Regie von Ridley Scott, für den es der erste größere Spielfilm war. Er basiert auf der Erzählung Das Duell von Joseph Conrad.

## Handlung
D’Hubert und Feraud sind Offiziere der Husaren der napoleonischen Armee. Feraud verwundet in einem Duell den Neffen des Bürgermeisters von Straßburg und wird dafür von seinem Vorgesetzten unter Hausarrest gestellt. D’Hubert überbringt ihm die Nachricht darüber, was Feraud als Beleidigung auffasst und ihn zu einem Duell auffordert. D’Hubert verletzt Feraud bei diesem Kampf. Feraud gibt sich damit aber nicht zufrieden, und so eskaliert die Situation zu einer verzehrenden Passion, die in den nächsten 15 Jahren das Leben der beiden Männer bestimmt.
1801 treffen sich die beiden Offiziere in Augsburg wieder, wo D’Hubert von Feraud schwer verwundet wird. 1806 kommt es in Lübeck erneut zum Duell – diesmal zu Pferde. Dieses Duell endet mit einer schweren Verwundung von Feraud.
Im Winter 1812 treffen sie sich an der russischen Front wieder. Dort müssen sie jedoch ihre persönlichen Animositäten ruhen lassen, als sie von Kosaken angegriffen werden. D’Hubert bietet daraufhin Feraud an, den Konflikt beizulegen, was Feraud ablehnt.
Nach dem Russlandfeldzug Napoleons werden beide zu Generälen ernannt. D’Hubert erholt sich in Tours von seinen im Krieg erlittenen Verletzungen und heiratet. Wenig später erfährt er, dass Feraud in Paris gegen ihn intrigiert und seinen Ruf beschmutzt.
Als Napoleon entmachtet wird, übernimmt D’Hubert eine Kavalleriedivision der Armee von Ludwig XVIII. in Reims, während Feraud als Anhänger Napoleons verhaftet und zum Tode verurteilt wird. Als D’Hubert davon erfährt, veranlasst er Ferauds Begnadigung.
Feraud, verarmt und verbittert, sucht daraufhin D’Hubert in Reims auf und fordert ihn zu einem letzten Duell in einer verlassenen Burg heraus. D’Hubert stimmt widerwillig zu. Beide erhalten je zwei Pistolen und können nach Belieben schießen. Während des Duells verbraucht Feraud seine beiden Schüsse, ohne D’Hubert zu treffen. D’Hubert, der noch einen Schuss übrig hat, schießt nicht, sondern erklärt Feraud für tot. Somit kann es keine weitere Duelle mehr geben. Feraud akzeptiert und D’Hubert kehrt zu seiner schwangeren Ehefrau zurück.

## Kritiken
„Die Bilder sind inspiriert von zeitgenössischen Malern: einige Werke von Wilson und Gainsborough, die frühe Phase von Turner, vor allem aber die Gemälde von John Constable, dem Inbegriff des traditionellen Landschaftsmalers. Die atmosphärische Qualität und Intensität einer Landschaft, mit der der Mensch sich identifizieren kann, wird kongenial in Kameraeinstellungen und -bewegungen übertragen, wie man sie sonst nur bei Werner Herzog, Jan Troell und zuletzt in Stanley Kubricks 'Barry Lyndon' sehen konnte […] Die Schauspieler, von den Haupt- bis zu den Nebenrollen, sind durchweg hervorragend.“

## Auszeichnungen
Der Film wurde auf dem Cannes Filmfestival von 1977 als bester Debütfilm ausgezeichnet. Der Kameramann Frank Tidy und der Kostümbildner Tom Rand wurden im Jahr 1979 für den britischen BAFTA Award nominiert. Frank Tidy wurde außerdem 1978 für den British Society of Cinematographers Award nominiert.

## Deutscher Titel
Der deutsche Titel beruht auf einem Übersetzungsfehler; die richtige Übersetzung wäre „Die Duellanten“.